# Muito+
Muito Mais (estilizado como Muito+) foi um programa de televisão brasileiro, exibido pela Band de segunda a sexta-feira. Foi apresentado por Adriane Galisteu e estreou em 9 de janeiro de 2012. O programa exibia notícias, atualidades, curiosidades do meio artístico e tudo o que acontecia nos bastidores, e era transmitido ao vivo. A classificação indicativa do programa era "não recomendado para menores de 10 anos". Sua última exibição ocorreu em 5 de outubro de 2012.

## O programa
Voltado para o entretenimento o programa mostra o universo dos famosos. Traz as últimas notícias, as histórias e os segredos das personalidades, os bastidores do mundo das estrelas, os relacionamentos amorosos mais polêmicos, os assuntos que dão o que falar: tudo o que está acontecendo no meio artístico e muitos quadros exclusivos e polêmicos.

## Produção
O programa piloto foi gravado dia 26 de dezembro de 2011, nos estúdios da Rede Bandeirantes. A sua estreia, porém, foi péssima, tendo média de 1,2 ponto no IBOPE, ficando em último lugar, até atrás da TV Cultura, que é uma emissora pequena.  Em 24 de fevereiro de 2012, a socialite Narcisa Tamborindeguy apresentou o programa no lugar de Galisteu, que estava de folga. Escolhida pelos fãs da atração, Narcisa chegou a levar um tombo no palco, o que só aumentou a grande repercussão na mídia. No dia 2 de março de 2012, foi anunciada a saída do blogueiro Daniel Carvalho da bancada do programa, alegando não estar apto a participar de uma atração diária e ao vivo. Em 15 de março de 2012 a integrante do programa Lela Gomez pediu para sair do programa já que segundo ela a atração tomou outro rumo.
Desde seu lançamento o diretor do programa foi Rodrigo Branco que decidiu sair da direção do programa para seguir com outros projetos. Seu sucessor, Ricardo Perez, foi contratado pela emissora em julho de 2012. Após um mês, Ricardo pediu demissão e Marcelo Nascimento assumiu o cargo. Após uma programação de Dia das Crianças que durou uma semana, a emissora colocou na grade de programação o desenho infantil Popeye - que conseguiu audiência superior ao Muito+. Em 5 de outubro de 2012 o programa foi exibido pela última vez e nunca mais voltou à programação da emissora após a grade de programação sofrer uma reformulação. Segundo a mesma, ela não obtinha o retorno alto dos gastos. Algum tempo depois a Band Vale passou a utilizar o nome e a marca do programa em uma Revista Eletrônica semanal, apresentado por Abel Freitas.

## Equipe
Apresentação
- Adriane Galisteu

Colunistas
- Leo Dias
- Rita Batista
- Gominho
- Lysandro Kapila
- Daniel Carvalho †
- Mônica Apor
- Raphael Mendonça
- Mica Rocha
- Lela Gomes

## Controvérsias
No dia 26 de janeiro de 2012, Danielle Souza (a "Mulher Samambaia") disse no programa que o reality show A Fazenda, do qual fez parte, teria favorecido o ator Dado Dolabella, que venceu o reality. Disse ainda que havia deixado o Tudo É Possível porque era maltratada pelo diretor do programa, Vildomar Batista.
Em 5 de março de 2012 o Ministério da Justiça despachou ao Diário da União uma ameaça de reclassificação do programa para impróprio para 12 anos. No mesmo dia o programa foi reclassificado de Livre para impróprio para menores de 10 anos.